# ای قدیمی، ای آزاد
ای قدیمی، ای آزاد (به سوئدی: Du gamla, Du fria) سرود ملی دفاکتو کشور سوئد است که ابتدا در سال ۱۸۴۴ میلادی توسط ریکارد دیبک در دو بخش نوشته شده است و سپس در سال ۱۹۱۰ دو بخش دیگر توسط لویس آهلین به آن اضافه شده‌است. بخش‌های اضافه شده توسط آهلین جزو سرود ملی محسوب نمی‌شود. ملودی این سرود بر اساس ترانه‌های محلی ورملاند تنظیم شده‌است.

## وضعیت رسمی
در قانون سوئد سرود ای قدیمی ای آزاد به روش قانونی به عنوان سرود ملی سوئد انتخاب نشده‌است. در طی سال‌ها، نمایندگانی در پارلمان سوئد تلاش کردند که بندی را در قانون برای شناختن «ای قدیمی ای آزاد» به عنوان سرود ملی سوئد بگنجانند. با این حال، کمیته‌ای پارلمانی در سال ۲۰۰۰ با این تلاش‌ها مخالفت کرد و دلیل مخالفت را این گونه اعلام کرد که این سرود با انتخاب مردم و در طی سال‌ها به عنوان سرود ملی سوئد دست یافته است و ترجیح آن است که همین‌گونه بماند و نیازی به تصمیمات سیاسی بدین منظور نیست.

## متن
| متن سوئدی | برگردان فارسی | توضیحات                                  |
| --- | --- | ---------------------------------------- |
| Du gamla, Du fria, Du fjällhöga nord Du tysta, Du glädjerika sköna! Jag hälsar Dig, vänaste land uppå jord, Din sol, Din himmel, Dina ängder gröna, Din sol, Din himmel, Dina ängder gröna.                | ای قدیمی ای آزاد، ای شمال پر از کوهستان ای آرام، ای شادمان خوش‌سیما به تو درود می فرستم ای زیباترین سرزمین جهان به خاکت، به آسمانت، به سبزه‌زارانت به خاکت، به آسمانت، به سبزه زارانت                |                                          |
| Du tronar på minnen från fornstora dar, Då ärat Ditt namn flög över jorden. Jag vet att Du är och Du blir vad du var. Ja, jag vill leva jag vill dö i Norden, Ja, jag vill leva jag vill dö i Norden.      | تو براورنگ یادمان‌های روزگاران بزرگ گذشته نشسته‌ای زمانی که نام تو با سربلندی در سراسر زمین پیچید می‌دانم که هستی و خواهی بود آنچه که بوده‌ای آری می‌خواهم در شمال زندگی کنم و در شمال بمیرم            |                                          |
| Jag städs vill dig tjäna mitt älskade land, Din trohet till döden vill jag svära. Din rätt, skall jag värna, med håg och med hand, Din fana, högt den bragderika bära, Din fana, högt den bragderika bära. | تا ابد می‌خواهم به تو خدمت کنم ای سرزمین دوست‌داشتنی من تا مرگ به حق تو سوگند می‌خورم با اندیشه و دستانم درفش تو را قهرمانان افراشته می‌برند                                                           | این بخش از شعر جزو سرود ملی محسوب نمی‌شود |
| Med Gud skall jag kämpa, för hem och för härd, för Sverige, den kära fosterjorden. Jag byter Dig ej, mot allt i en värld Nej, jag vill leva jag vill dö i Norden, Nej, jag vill leva jag vill dö i Norden. | برای خانه و کاشانه با خدا هم‌پیکار می‌شوم برای سوئد برای زادبوم گرامی تو را با هیچ‌چیز در جهان عوض نمی‌کنم نه، می‌خواهم در شمال زندگی کنم و در شمال بمیرم نه، می‌خواهم در شمال زندگی کنم و در شمال بمیرم | این بخش از شعر جزو سرود ملی محسوب نمی‌شود |